# Edwin Baird
Edwin Baird (1886-1957) fue un editor y escritor estadounidense. Es conocido sobre todo por ser el primer editor de la revista Weird Tales, pulp pionera especializada en fantasía y terror.

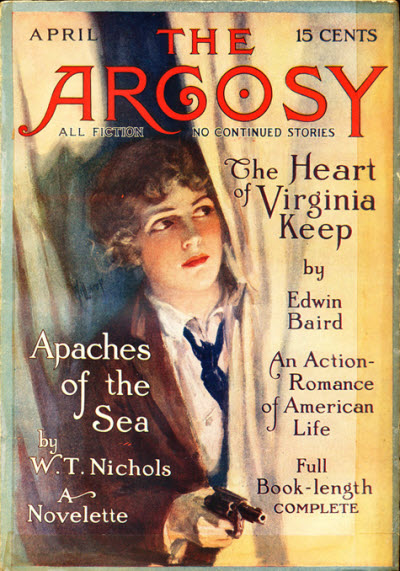
La novela de Baird The Heart of Virginia Keep se publicó en la revista The Argosy en 1915.

Baird, contratado por J. C. Henneberger como editor de Weird Tales, publicó el primer número de la revista, con fecha de portada marzo de 1923. Durante el año siguiente, Baird publicó relatos de algunos de los escritores más famosos de la revista, como H. P. Lovecraft, Clark Ashton Smith y Seabury Quinn.
Baird, a diferencia de su sucesor, aceptó todo lo que Lovecraft presentó a la revista, incluidos The Hound, Arthur Jermyn, The Statement of Randolph Carter, The Cats of Ulthar, Dagon, The Picture in the House, The Rats in the Walls, Hypnos o Encerrado con los faraones (Imprisoned with the Pharaohs). Sin embargo, insistió en que Lovecraft reescribiera sus primeros envíos con doble espacio, haciendo que el autor comentara: «No estoy seguro de si debería o no molestarme».
Bajo su dirección, Weird Tales perdió una considerable cantidad de dinero (estimada en unos 51 000 dólares). Después de la publicación del número de abril de 1924, Henneberger lo despidió y ofreció su puesto a Lovecraft. Cuando Lovecraft declinó, la editorial nombró a Farnsworth Wright, hasta entonces ayudante de Baird, como editor de Weird Tales, puesto que desempeñó hasta 1940.
Baird siguió siendo editor de otro de las revistas de Henneberger, Detective Tales. En este puesto rechazó el relato de Lovecraft The Shunned House en julio de 1925.